# Alicia en el país de las mercancías
Alicia en el País de las Mercancías fue una serie de televisión colombiana producida por el Canal RCN en el año 2000. Estuvo protagonizada por Verónica Orozco, Juan Pablo Posada y Antonio Sanint. Contó con las participaciones especiales de Fabiana Medina, Luis Eduardo Arango y la primera actriz Astrid Junguito.

## Sinopsis
Alicia Cardona, una atractiva mujer de 20 años que trabaja como Recepcionista de carga del almacén de depósito aduanero Cargobaleno, lleva puesto su traje de novia, pero no sonríe. El día de su matrimonio, tendrá que tomar la decisión más importante de su vida: seguir sus principios y entregarle a la justicia a Mauricio Manrique, gerente de Cargobaleno, o seguir su corazón y casarse con él.
Mauricio y Alicia han sido novios por tres años. Para él, Alicia es la mujer perfecta, la futura madre de sus hijos, la esposa que todo hombre quisiera tener. Para ella, Mauricio es y ha sido su único amor, el hombre que la ha apoyado incondicionalmente, una persona en la que se puede confiar.
Para el mundo entero, ellos están hechos el uno para el otro. Pero pocas semanas antes de que el matrimonio se realice, Alicia descubre que Mauricio no era la persona que ella pensaba.  Detrás de la fachada de un hombre trabajador, se esconde un ser permisivo y ambicioso que oculta una doble moral: por un lado, critica constantemente las actitudes corruptas de senadores, congresistas, políticos y en general de la ciudadanía, mientras que por el otro permite tranquilamente la entrada de contrabando al país.
Como si fuera poco, Alicia está convencida de que Mauricio tiene algo que ver con la desaparición de su mejor amiga y compañera de trabajo, Yolanda Urbina. Alicia, dispuesta a encontrar a su amiga le pide ayuda a Luis Carlos, el asistente de la Unidad Especial de la DIAN y el hombre que poco a poco se ha ganado su confianza y su amistad; él ha estado investigando a Cargobaleno y gracias a Alicia descubrirá todo lo que se oculta detrás de esta empresa de carga.
Alicia desilusionada por todo lo que descubre decide volverse informante de la Dian, y desde ese día se debatirá entre sus principios morales y el amor por el hombre con quien soñó casarse algún día.
Para Luis Carlos la tarea de desenmascarar a Cargobaleno y a Mauricio tiene un doble propósito, por un lado el de extinguir una gran red de contrabando y por otro ganarse el amor de Alicia.
Aunque la serie se centra en la historia de amor de Alicia y en la decisión de convertirse en informante, también se contarán historias sobre contrabando,
evasión de impuestos, lavado de dinero y corrupción, que la Unidad Especial de la Dian se encargará de investigar.
Esta es una serie donde el poder, el amor, la corrupción y la justicia se mezclaran para dar origen a ese maravilloso mundo de Alicia en el país de las mercancías.

## Elenco
- Verónica Orozco - Alicia Cardona
- Antonio Sanint - Mauricio Manrique
- Juan Pablo Posada - Luis Carlos Flórez
- Adriana Arango - Susana Rendón
- Fabiana Medina - Yolanda Urbina
- Agmeth Escaf - Pedro
- Astrid Junguito - Rosaura de Cardona
- Tania Fálquez - Cristina
- Humberto Dorado - Miguel Dávila
- Carlos Benjumea - Vicente
- Carlos Camacho - John Aris
- Cecilia Navia - Karen Dávila
- César Escola - Eduardo
- Edmundo Troya - Coronel Lamprea
- Luis Eduardo Arango - "El Negro"
- Michel Farji - Leonardo
- Alfonso Ortiz - Jaime
- Santiago Rodríguez - Priest

## Premios y nominaciones

### Premios TVyNovelas
| Año  | Categoría                                     | Nominado                | Resultado |
| ---- | --------------------------------------------- | ----------------------- | --------- |
| 2001 | Mejor serie o miniserie                       | Mejor serie o miniserie | Nominado  |
| 2001 | Mejor actriz protagónica de serie o miniserie | Verónica Orozco         | Ganadora  |

### Premios India Catalina
| Año  | Categoría              | Nominado            | Resultado |
| ---- | ---------------------- | ------------------- | --------- |
| 2001 | Mejor actor de reparto | Luis Eduardo Arango | Nominado  |